# Jiří Hubálek
Jiří Hubálek (Praga, 25 novembre 1982) è un cestista ceco, ala grande di Basket Sennori.

## Carriera

### Club
Dopo aver esordito nel 2003 in Prima Squadra con la formazione della sua città dell'Slavia Praga dove è rimasto sino al 2004, dal 2005 al 2008 ha giocato negli U.S.A. con gli Iowa St. Cyclones nel Campionato NCAA.
Nell'estate 2008 approda in Italia con la maglia del Sebastiani Rieti giocando in Serie A.
Dopo una sola stagione, scende di categoria in LegaDue approdando alla Dinamo Basket Sassari con cui conquista la storica promozione in Serie A.
Dopo un promettente inizio di stagione, il 24 dicembre è vittima di un infortunio in uno scontro di gioco durante un allenamento. Al suo posto la Dinamo ingaggia l'ala-centro serba Vanja Plisnić. Gioca la sua ultima partita con la squadra sassarese il 12 maggio nella vittoriosa gara contro Siena.

Nel dicembre 2011 firma per la squadra iraniana del Petrochimi.
A marzo 2012 trova l'accordo fino al termine della stagione con l'Al Moutahed Tripoli squadra che milita nel massimo campionato libanese.

Nell'agosto 2012 firma per il Napoli Basketball, ma a dicembre, a seguito dell'esclusione dal Campionato di Legadue del Napoli Basketball, si accorda con la Reyer Venezia, tornando così a giocare nella massima serie del campionato di basket italiano.

Al termine del campionato non viene confermato dalla squadra lagunare e il 22 dicembre firma per gli arabi del Al-Hilal Ryad.

Dopo essersi infortunato in aprile, ed avere perso il resto della stagione, il 24 novembre firma per gli argentini del Libertad Sunchales. A febbraio 2016 viene ingaggiato dall'Olimpia Basket Matera.
Nel 2023, dopo diversi anni di inattività, torna a giocare al Basket Sennori, squadra militante nella Serie C sarda. Club con il quale dopo un torneo e playoff regionali dominati, raggiunge lo spareggio nazionale per la promozione in Serie B contro la Dinamo Gorizia. Spareggio che vede però trionfare la squadra friulana.
La stagione 2024-25 vede i biancoverdi stravincere la regular season (20 vittorie su 20) e i playoff regionali.  Nel primo match ball nazionale per la promozione i sennoresi si arrendono ai campani della Step Back Caiazzo, però nello spareggio per decidere la terza a raggiungere la Serie B interregionale contro i siciliani dell'Alfa Basket Catania(perdente dell'altro scontro promozione contro Castellaneta),la squadra romangina si impone per 97-71, raggiungendo così il meritatissimo salto di categoria.

### Nazionale
Nel 2001 ha esordito con la Nazionale della Repubblica Ceca giocando nell'Under 20; nel 2008 ha fatto il suo esordio con la Nazionale maggiore del suo paese.